# Sončnično olje
Sončnično olje je olje nevtralnega okusa in vonja, iztisnjeno iz sončničnih (Helianthus annuus) semen. Najpogosteje je uporabljeno kot olje za cvrtje in pripravo solat, sicer pa je tudi sestavni del kozmetičnih preparatov.

## Kemična sestava
V sončničnem olju prevladuje linolna kislina v trigliceridni obliki. Britanska farmakopeja navaja naslednjo zgradbo:
- palmitinska kislina: 4,0 % - 9,0 %,
- stearinska kislina: 1,0 % - 7,0 %,
- oleinska kislina: 14,0 % -  40,0 %,
- linolna kislina: 48,0 % - 74,0 %.

Olje vsebuje tudi lecitin, vitamin E, karotinoide in voske. Obstaja več vrst sončničnega olja, na primer visoko-linolske, visoko-oleinske ali srednje-oleinske vrste. Visoko-linolske vrste večinoma vsebujejo najmanj 69 % linolske kisline, visoko-oleinske najmanj 82 % oleinske kisline, itd.